# Jewish Encyclopedia
La Jewish Encyclopedia è una enciclopedia anglofona ideata da Isidore Singer e pubblicata per la prima volta tra il 1901 e il 1906 dalla casa editrice Funk and Wagnalls di New York.
L'enciclopedia contiene oltre quindicimila articoli in dodici volumi che vertono sulla storia del giudaismo fino a quel periodo. Col trascorrere degli anni, i suoi contenuti sono entrati far parte del pubblico dominio e diffusi nella rete internet. 
Gli articoli della Jewish Encyclopedia si caratterizzano per un elevato grado di erudizione e conservano ancora un grande valore per i ricercatori contemporanei.

## Storia

### Il progetto editoriale
Nel 1891, Singer propose alla rivista ebraica in lingua tedesca Allgemeine für Geschichte und Wissenschaft des Judenthums la creazione di un'enciclopedia europea della cultura del popolo di Israele sia antica che moderna. Secondo il suo progetto editoriale, avrebbe dovuto svilupparsi una collana di 12 volumi, pubblicati in un arco di tempo fra i dieci e i quindici  anni, da vendersi al prezzo complessivo di cinquanta dollari. L'idea ebbe una certa eco nella stampa dell'epoca e attrasse l'attenzione della Brockhaus, editrice della blasonata enciclopedia germanica. 
Attivato dalla richiesta del rabbi Zadoc Kahn, il ramo parigino dei Rothschild di Parigi si dichiarò disponibile a supportare solamente l'8% dei costi stimati del progetto, che fu quindi accantonato. fu abbandonato. Dopo lo scandalo dell'affare Dreyfus, Singer emigrò a New York.
Singer rimase colpito dal livello medio di scolarità esistente negli Stati Uniti, rispetto ai quali nutriva un pregiudizio iniziale circa la loro reale capacità finanziaria di sostenere lo sviluppo del progetto. Allora redasse un nuovo piano editoriale intitolato Encyclopedia of the History and Mental Evolution of the Jewish Race. Il suo radicale ecumenismo e la sua opposizione all'Ebraismo ortodosso lasciarono sorpresi molti dei suoi lettori ebrei, ma nello stesso tempo lo portarono a conoscere l'editore Isaac K. Funk, un ministro luterano che credeva in una possibile sintesi fra Ebraismo e Cristianesimo. Funk accettò di pubblicare l'enciclopedia a patto che essa fosse rimasta neutrale rispetto a questioni dai risvolti potenzialmente negativi per gli Ebrei. Singer accettò e il 2 maggio 1898 prese possesso del suo nuovo ufficio presso la Funk and Wagnalls.
Nel 1898, la pubblicazione del prospetto editoriale creò uno scandalo che comprendeva le accuse di scarsa scientificità e di servilismo nei confronti dei cristiani. Kaufmann Kohler e Gotthard Deutsch, in ebraico americano evidenziarono gli errori di Singer, tacciandolo di mercantilismo e empietà. Ritenendo che con Singer al timone il progetto sarebbe fallito, Funk & Wagnalls gli affiancò un comitato editoriale di supervisione.

## Il comitato editoriale
Il comitato editoriale si riunì per la prima volta fra l'ottobre del 1898 e il marzo del 1899. Singer moderò il suo tratto retorico e ideologico, si aprì al dialogo e mutò il titolo proposto dell'opera in The Jewish Encyclopedia. Pur con varie riserve su Singer, il rabbino Gustav Gottheil e Cyrus Adler accettarono di entrare nel comitato, già composto da Morris Jastrow, Frederick de Sola Mendes e dai due principali oppositori del progetto: Kauffmann Kohler e Gotthard Deutsch.
Per mantenere un equilibrio fra le diversi posizioni, fu aggiunto anche il ministro teologo e presbiteriano George Foot Moore, che si ritirò poco tempo dopo e fu sostituito dal ministro battista Crawford Toy. Da ultimo entrò nel gruppo anche il principale talmudista statunitense, Marcus Jastrow, quale imprimatur di autorevolezza dell'intero progetto. Nel marzo del 1899, la Conferenza centrale dei rabbini americani, che stava ipotizzando l'avvio di un progetto in concorrente, accettò di collaborare con Funk & Wagnalls, assicurando all'Enciclopedia ebraica una posizione di monopolio editoriale. Lo schema dei flussi finanziari di pagamento è stato così descritto:
(Shuly Rubin Schwartz , 1991)
Altri editori che contribuirono a tutti e dodici i volumi dell'opera furono: Gotthard Deutsch, Richard Gottheil, Joseph Jacobs, Kaufmann Kohler, Herman Rosenthal e Crawford Howell Toy. Morris Jastrow, Jr. e Frederick de Sola Mendes collaborarono ai primi due volumi; Marcus Jastrow ai volumi I, II e III; Louis Ginzberg ai primi quattro; Solomon Schechter ai volumi da IV a VII; Emil G. Hirsch ai volumi da IV a XII; infine, Wilhelm Bachercon ai volumi da VIII a XII. William Popper collaborò come assistente nella fase di revisione e come responsabile della traduzione dei volumi dal IV al XII.
Scontrandosi con le difficoltà operative del progetto, furono riviste le regole di assegnazione delle voci e furono semplificati i flussi interni di comunicazione semplificate. Joseph Jacobs fu assunto nel ruolo di coordinatore, che si occupò anche di scrivere quattrocento articoli e di procacciare molte delle immagini presenti al suo interno. Al progetto si unirono anche Herman Rosenthal, stimato come un'autorità accademica per la cultura russa, e Louis Ginzberg, poi divenuto diretto della sezione di letteratura rabbinica.
Il comitato dovette risolvere vari disaccordi su questioni editoriali dibattute. Singer voleva creare voci specifiche per ogni comunità ebraica esistente al mondo, con informazioni dettagliate, ad esempio, sul nome e sulle date del primo colono ebreo a Praga. Sorsero conflitti in merito a quali scuole di interpretazione biblica dovessero essere incluse, mentre alcuni redattori paventavano il rischio che il coinvolgimento di Morris Jastrow nella stesura della voce  "Criticismo storico" avrebbe portato a un trattamento penalizzante della Sacra Scrittura.

## Stile e contenuto

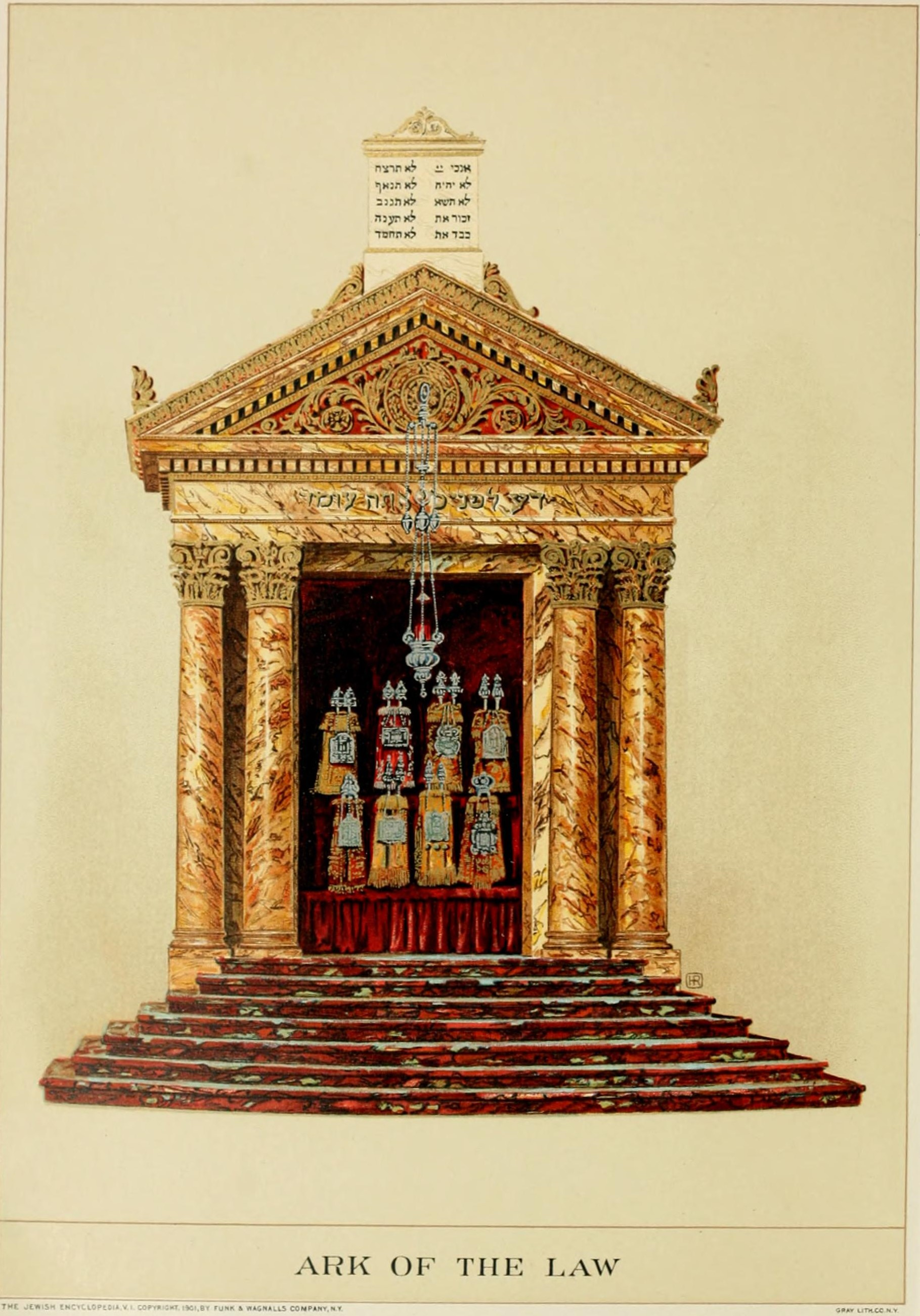
L'Arco della Legge, prima immagine della prima edizione

Lo stile accademico dell'Enciclopedia ebraica traeva direttamente ispirazione dalla Wissenschaft des Judentums, testo dedicato alla cultura e alla religione ebraica della Germania del XIX secolo. L'enciclopedia può essere considerata il massimo risultato di un tentativo di modernizzazione dei metodi accademici applicati alla ricerca ebraica. Agli inizi del XX secolo, i redattori dell'enciclopedia trovarono impiego nelle facoltà di ebraistica degli Stati Uniti e di Israele.
Oltre agli esegeti classici e medievali, le autorità accademiche citate nell'enciclopedia sono figure di ricercatori sistematici come Leopold Zunz, Moritz Steinschneider, Solomon Schechter, Wilhelm Bacher, Solomon Judah Loeb Rapoport, David Zvi Hoffmann e Heinrich Graetz. Lo stile accademico emerge in una cura quasi maniacale dell'enciclopedia nella scoperta, modifica, pubblicazione, sinossi e datazione dei manoscritti, che erano anche uno dei più rilevanti campi di attività della Wissenschaft.
L'Enciclopedia ebraica fu pubblicata in lingua inglese, sebbene la quasi totalità della ricerca biblistica e della relativa letteratura accademica fossero all'epoca prodotte nella lingua franca tedesca. Dopo quest'ultima, le lingue più citate erano l'ebraico o arabo, soprattutto per le fonti classiche. Gli articoli di Schechter sul The Jewish Quarterly Review sono l'unica fonte scientifica coeva in lingua inglese ampiamente citata dall'enciclopedia.
Le parole di Harry A. Wolfson stigmatizzarono l'importanza della preferenza idiomatica fra inglese, ebraico e tedesco:
(Harry Wolfson, 1926)
Invece, i redattori e gli autori dell'Enciclopedia si dimostrarono lungimiranti nella scelta dell'inglese, che nei venticinque anni successivi si sarebbe trasformato nella lingua più frequente negli studi accademici di ebraistica, così come anche fra gli ebrei di tutto il mondo.

Wolfson proseguì dicendo che «se fosse stata progettata mai un'enciclopedia ebraica in una lingua moderna, la scelta sarebbe dovuta indubbiamente cadere sull'inglese».

## Edizioni
Il sito web dell'Enciclopedia ebraica presenza una selezione di copie degli articoli originali in formato JPEG e le trascrizioni dei testi in formato Unicode.
La ricerca è complicata dal fatto che l'indice alfabetico e il motore di ricerca riconoscono solamente un piccolo sottoinsieme dei diacritici impiegati dal 1901 al 1906 per la traslitterazione dell'ebraico e dell'aramaico: ad esempio, per trovare la voce Halizah, vale a dire il rito che svincolava il cognato dall'obbligo di sposare la vedova di un fratello morto senza primogeniti, è necessario sapere che tale parola ebraica fu traslitterata come Ḥaliẓah.
Le voci dispongono di un solido apparato bibliografico e citazionale, che può risultare alquanto ostico per i lettori odierni contemporanei. Testi, forse ampiamente noti agli ebraisti del tempo, sono menzionati con la mera indicazione del titolo e dell'autore, spesso senza ulteriori informazioni bibliografiche, quali la lingua di pubblicazione del testo.
L'Enciclopedia ebraica fu citata in larga misura nella versione in russo dell'editore Brockhaus-Efron, pubblicata in 16 volumi a San Pietroburgo tra il 1906 e il 1913. In parallelo, veniva pubblicata anche la controparte russa dell'Enciclopedia Britannica del 1911, nota col titolo di Dizionario Enciclopedico Brockhaus ed Efron.